# Borovice vejmutovka

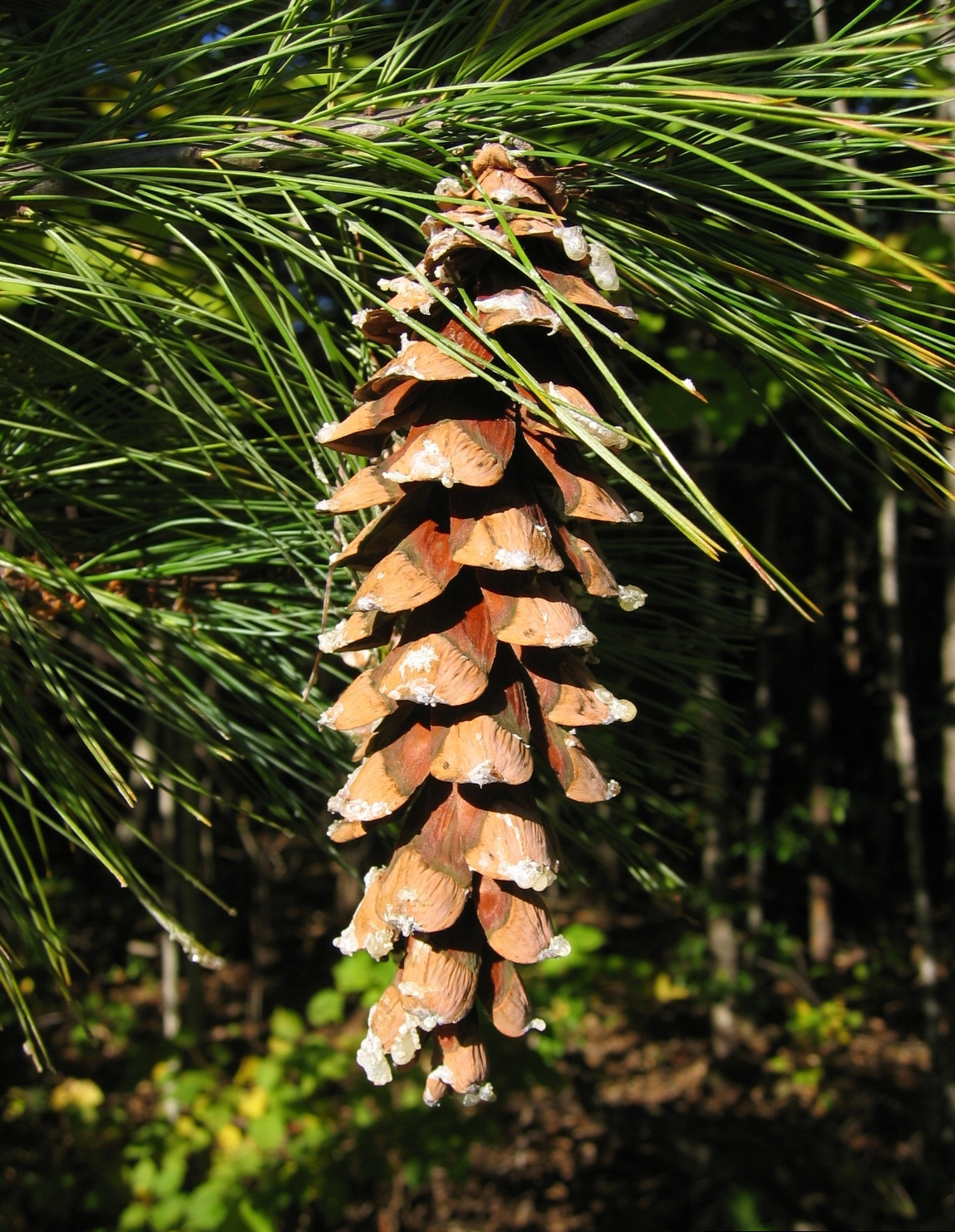
Šiška vejmutovky

Borovice vejmutovka (Pinus strobus) je jehličnatý strom pocházející z východní části Severní Ameriky, kde patří mezi hospodářsky nejvýznamnější druh borovice.

## Synonyma
- Pinus tenuifolia Salisbury, 1796
- Pinus nivea Booth, 1855
- Pinus alba var. canadensis Provancher, 1862
- Strobus Weymouthiana Opiz, 1854
- Strobus Strobus Small, 1903
- Leucopitys Strobus Nieuwland, 1913
- Pinus canadensis var. quinquefolia Du Hamel du Monceau (sec. Dallimore and Jackson, 1923

## Vzhled
Jde o relativně mohutný strom 60–70 m (80 m) vysoký, o průměru kmene 100–150 cm s nepravidelnou korunou a silnými vodorovně odstávajícími větvemi.
Kořenový systém je mělký (na rozdíl od borovice lesní nebo borovice černé). Borka je hnědavá, podélně zbrázděná, v mládí hladká až šedohnědá.
Velmi tenké a měkké 6–12 cm dlouhé jehlice vyrůstají ve svazečcích po pěti na brachyblastech a jsou na okraji pilovité, na bocích s 2–3 řadami průduchů) – bělavé proužky.
Letorosty jsou tenké, zelenavé a jemně pýřité. Vejčité pupeny mají obvykle délky 5–7 mm, jsou červenavě žluté, s bělavým blanitým okrajem.
Květenství jsou šišticovitá, samčí šištice jsou žluté, samičí růžové. Kvete od května do června.
Šišky 7–15 cm velké, visící na konci větví po 1–3, dlouze stopkaté, převislé, se štítky žlutošedými, uprostřed rýhovanými.
Semena vejčitá, hnědá, s proužkovaným křídlem.

## Výskyt a ekologie
Mimo svůj přirozený areál rozšíření (východní část USA a Kanady) je hojně rozšířena po celém světě pro svou vysokou produkční schopnost. I v Česku je velmi častá v lesních porostech, kde v místech svého optima vytlačuje místní borovici lesní, trávu i vřes (České Švýcarsko, Labské pískovce, Hradec Králové). Je klasickou kolonizující dřevinou, pod jejímž porostem (podobně jako u akátu) se zmlazuje většinou pouze ona sama – i díky opadu jehličí. Úspěšná invaze může být podpořena eutrofizací dusíkem a znečištěním ovzduší výfukovými plyny, což borovice lesní toleruje méně. V postižených oblastech skalních měst se proto doporučuje důsledně a opakovaně odstraňovat dospělé semenné stromy i podrostové jedince.
Vejmutovka, stejně jako ostatní americké pětijehličné druhy, trpí rzí vejmutovkovou (Cronartium ribicola).
Velmi zvláštní je allopatrické rozšíření vejmutovky: Její hlavní areál zaujímá prostor od Newfoundlandu až po jižní konec Appalačských hor (Tennessee), zatímco jedna subpopulace pronikla dokonce až do jižního Mexika (Chiapas) a Guatemaly. Příčinou její prosperity i v těchto velmi teplých a suchých („neborových“) oblastech jsou patrně geny získané v subtropech předešlých geologických období.
Borovice vejmutovka je jediným stromem, se kterým tvoří symbiózu klouzek bílý.

## Využití
Borovice vejmutovka bývá vysazována jako okrasný strom v parcích a zahradách. Krom toho je vysazována v kulturních lesích jako zdroj velmi kvalitního dřeva. To je měkké, lehké, velmi trvanlivé a snadno štípatelné, lehce se obrábí (modelářské dřevo) a druhotně nepracuje (nesesychá se). Je trvanlivé v zemi i ve vodě, kde je podle některých údajů trvanlivější než dub. V Severní Americe se používá jako stavební a nábytkářské dřevo, dále k výrobě beden, latí, šindelů apod. Je důležitou surovinou pro výrobu celulózy, k výrobě sirek a jako palivo.